# Placentela crystallina
Placentela crystallina is een zakpijpensoort uit de familie van de Placentelidae. De wetenschappelijke naam van de soort is voor het eerst geldig gepubliceerd in 1913 door Redikorzev.